# التطور التكتوني لباتاغونيا

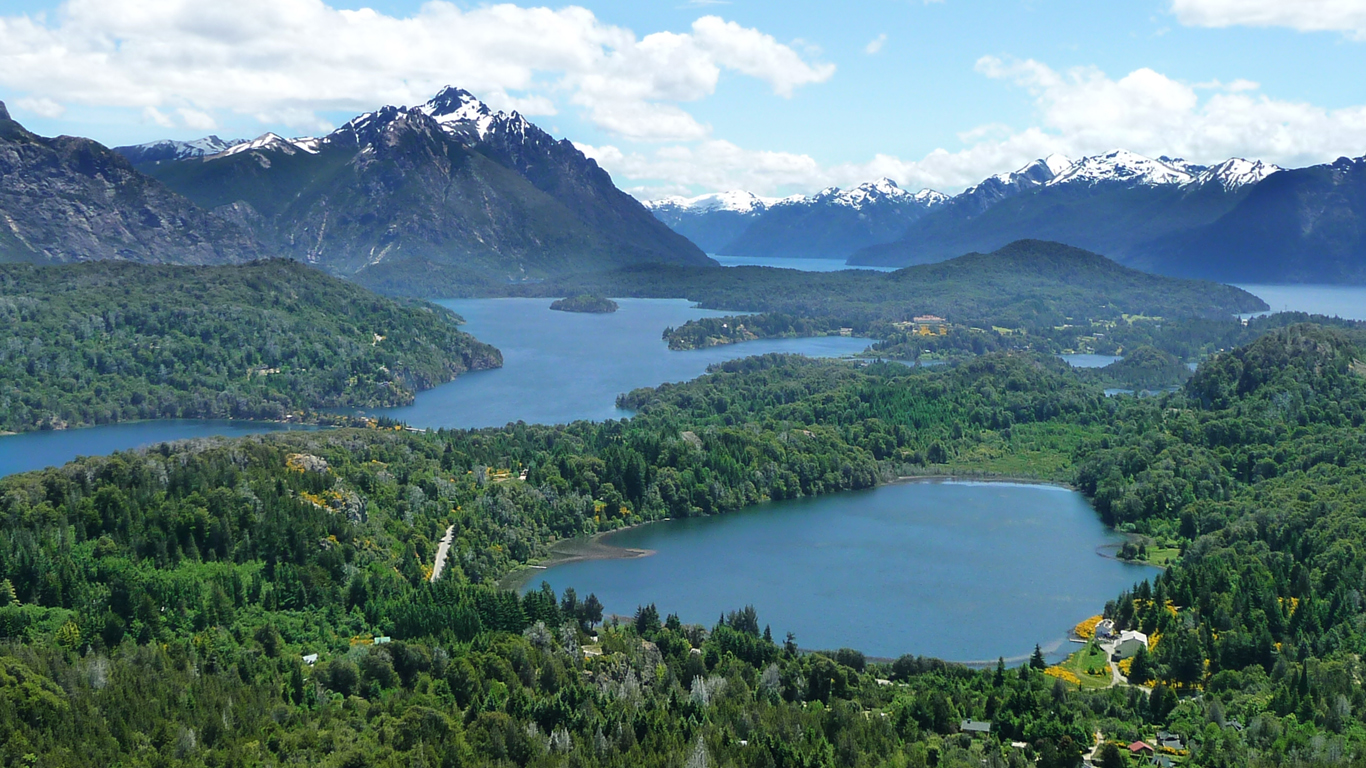

باتاغونيا (بالإنجليزية: Patagonia)‏، هي منطقة موجودة في أقصى جنوب أمريكا الجنوبية، وتقع أجزاء منها على جانبي الحدود بين شيلي والأرجنتين. وُصفت تقليديًا أنها المنطقة الواقعة جنوب نهر ريو كولورادو، وذلك رغم أن الحدود الفيزيوجغرافيّة (الجغرافيّة الطبيعية) نُقلت مؤخرًا جنوبًا إلى المنطقة التي يوجد فيها صدع هوينكول.
تتألف الحدود الجيولوجية للمنطقة في الشمال من كراتون (راسخ) منطقة ريو دي لا بلاتا والعديد من التضاريس الملتحمة مع بعضها التي تُشكّل مقاطعة لا بامبا. يمكن تقسيم الصخور القاعدية السفلية في منطقة باتاغونيا إلى نجدين كبيرين: النجد الباتاغوني الشمالي ونجد ديسيادو. تُحاط هذه النجود بالأحواض الرسوبية التي تشكلت في الحقبة الوسطى والتي خضعت للتشوه لاحقًا خلال تكوّن جبال الأنديز. عُرفت باتاغونيا بالزلازل الكبيرة التي تعرضت لها والأضرار التي لحقت بها.
توجد الصخور التي تُشكّل باتاغونيا على طول الحافة الجنوبية الغربية للقارة العظمى القديمة من غندوانا. خلال فترة التصدع القاري في العصر الكامبري، فُصل جزء من باتاغونيا عن غندوانا، وشكلت الحافة المستقرة موقعًا للترسيب الواسع خلال أوائل منتصف حقبة الحياة القديمة.
خلال فترة العصر الديفوني، نتج عن الانتقال إلى مرحلة التقارب حدوث الاصطدام النهائي لليابسة الباتاغونية في أواخر حقبة الحياة القديمة. حدث أول اتصال في منتصف العصر الفحمي. توجد نظريات عديدة عن منشأ يابسة باتاغونيا رغم وجود إجماع حول نظريتين اثنتين. تستشهد أولى هذه النظريات بالمنشأ الجليبي ليابسة باتاغونيا من غندوانا خلال  حقبة الحياة القديمة، بينما تقول النظريات الأخرى إن شمال باتاغونيا ذو منشأ أصلي وإن الجزء الجنوبي منها فقط جليبي المنشأ.
تبع اصطدام باتاغونيا تصدع وفسخ نهائي لغندوانا خلال أوائل حقبة الحياة الوسطى، وهي عملية احتاجت دورانًا واسعًا ليابسة باتاغونيا. شكّل الامتداد الإضافي عبر العصرين الجوراسي والطباشيري القوس الخلفي لحوض روكاسفيرديس، في حين أن الانتقال إلى النظام التكتوني الانضغاطي في حقبة الحياة الحديثة المترافقة مع تكون جبال الأنديز أدى إلى تشكيل أرض مقدمة حوض ماجلانيس.

## مرحلة ما قبل العصر الكامبري- أوائل حقبة الحياة القديمة
تحوي باتاغونيا منطقتين قديمتين: النجد الباتاغوني الشمالي ونجد ديسيادو. تشكل غطاء الغلاف الصخري أسفل نجد ديسيادو منذ نحو 1000 إلى 2100 مليون سنة في حقبة الطلائع القديمة وحقبة الطلائع الوسطى، ما يدل على أن الغلاف الصخري يملك تاريخًا أقدم بكثير من عصور الصخور القشرية المكشوفة والموجودة في الوقت الحاضر (نحو  6000 مليون سنة). لقد شكل نجد ديسيادو كتلة قشرية واحدة مع جزر فوكلاند منذ تلك الأوقات. أما في هذه الأيام، يقع كل من نجد ديسيادو وجزر فوكلاند بجوار بعضهما البعض في حقبة الحياة الحديثة في القارة العُظمى رودينا. تشكل الغلاف الصخري للنجد الباتاغوني الشمالي بنفس الطريقة أيضًا.
قبل اصطدام باتاغونيا، كان مركز أمريكا الجنوبية الحديثة موجودًا في جزء من الحافة الجنوبية الغربية من غندوانا. تتألف هذه الحافة من كراتون (راسخ) منطقة ريو دي لا بلاتا القديمة وعدد من التضاريس الملتحمة مع بعضها، التي اكتُشفت حدودها باستخدام دراسات المغناطيسية القديمة. يُعتقد أن كراتون ريو دي لا بلاتا كان أحد مكونات جنوب غرب غندوانا منذ نهاية دهر الطلائع (الحياة الأولية)، ومن المحتمل أنه يُشكل كتلة أو مجموعة واحدة مع الكتل القشرية الأخرى في غندوانا.
في أواخر حقبة الطلائع الحديثة – أوائل العصر الكامبري، اصطدمت تضاريس بامبيا مع الحافة الغربية لكراتون ريو دي بلاتا ما أدى إلى تكون جبال البامبيان. تُشير الدلائل إلى أن تضاريس بامبيا ذات منشأ أصلي من غندوانا، لكنها فُصلت عن غندوانا في حدث سابق ليُعاد دمجها لاحقًا إلى الحافة أو الهامش.

## حقبة الحياة القديمة المبكرة
تضمن النظام التكتوني في أوائل حقبة الحياة القديمة في جنوب غرب غندوانا حدوث فترات من التصدع خلال العصر الكامبري والذي أثر على الحافة الجنوبية للقارة العظمى، وفي الوقت نفسه واجهت الحافة الغربية بيئة ضغطية أدت إلى تنامي العديد من التضاريس الغريبة وازديادها. افتُرض أن يابسة باتاغونيا قد اصطدمت -فيما بعد حادثة التصدع في العصر الكامبري- مع القارة القطبية الجنوبية (المعروفة أيضًا باسم أنتاركتيكا» ولكن الأدلة حول هذا الحدث ليست قاطعة.

### الصدع في العصر الكامبري
يتضح الصدع الكامبري المبكر الذي حدث لحافة غندوانا الجنوبية الغربية من خلال وجود الجرانيت الذي يحمل دليلًا جيوكيميائيًا واسعًا في حزام طية سلسلة جبال سييرا دي لا فينتانا في شمال الحدود الباتاغونية. وُثّق وقوع حادثة التصدع هذه أيضًا في جبال إلسورث في القارة القطبية الجنوبية، وفي حزام كاب فولد في جنوب إفريقيا، وفي جزر فوكلاند/مالفيناس، ما أدى إلى تشكيل الحافة المستقرة للمحيط الهادئ البدائي. شكّلت مرحلة التصدع هذه الحدود النهائية لجنوب غندوانا، ويُعتقد أنها كانت بداية مرحلة القارة العظمى فيها. تُشير الدلائل الموجودة في الصخور في منطقة تييرا دل فيغو «أرض النار» إلى أن حادثة الصدع الكامبري هذه ربما أدت إلى فصل الطرف الجنوبي لأمريكا الجنوبية عن غندوانا.
اتُفق على حادثة التصدع هذه وانفصال جزء من باتاغونيا من قبل نظريتين بارزتين متعلقتين بمنشأ باتاغونيا وأصلها ولكنهما اختلفا حول مدى التضاريس المفصولة. تستشهد النظرية الداعمة للمنشأ الجليبي لباتاغونيا بأن كامل المنطقة -بما في ذلك النجد الباتاغوني الشمالي- منفصلة عن جنوب غرب غندوانا. سمحت مقارنة الأقطاب المغناطيسية القديمة لباتاغونيا وغندوانا خلال العصر الديفوني والعصر البرمي بفصل اليابستين حتى 1000 كيلومتر، ومع أن هذا الانفصال موثق بالأدلة إلا أنه غير مطلوب من أجل شرح الاختلافات في مواقع القطب. وفي الوقت نفسه، تنص النظرية التي تدعم المنشأ الأصلي لباتاغونيا على أن النجد الباتاغوني الشمالي لم ينفصل خلال هذا الحدث، وتشير إلى أن الصدع أدى فقط إلى فصل التضاريس المتمثلة في نجد ديسيادو.
أدت الحافة المستقرة الكبيرة والمتواصلة الناتجة خلال حادثة التصدع هذه إلى تشكيل العديد من الأحواض المترابطة مع بعضها البعض. ملأت الرواسب المُشتقة من غندوانا هذه الأحواض طوال فترة حقبة الحياة القديمة وحتى العصر الديفوني، ما أدى إلى تراكم الوحدات الرسوبية السميكة التي خضعت لاحقًا إلى تشوه واسع النطاق بسبب التحول إلى النظام التكتوني الانضغاطي.